# Ħamrun Spartans Football Club
El Ħamrun Spartans Football Club es un equipo de fútbol maltés de la ciudad de Ħamrun que actualmente juega en la Liga Premier de dicho país.

## Historia
Fue fundado en 1907, ha conseguido siete títulos de la Premier League, cuatro de ellos entre 1982 y 1991, período en el que además consiguió las seis Copas de Malta que tiene en su palmarés y tres Supercopas de Malta.
En la edición 2022/23 de la UEFA Conference League destacó entre los equipos malteses, superando tres eliminatorias, cayendo en el playoff final de acceso a la fase de grupos, ante el Partizan de Serbia.

## Palmarés
- Premier League de Malta (11): 1913-14, 1917–18, 1946–47, 1982–83,[4][5] 1986–87, 1987–88, 1990–91, 2020-21, 2022-23, 2023-24, 2024-2025

- Malta Division One (1): 1975-76[6]

- Copa Maltesa (6): 1982-83,[4][7] 1983–84, 1986–87, 1987–88, 1988–89, 1991-92[8][9]

- Supercopa de Malta (7): 1987, 1988, 1989, 1991, 1992, 2023, 2024

- Copa Eurochallenge (4): 1985, 1988, 1991, 1992

- Copa Cassar (2): 1947/48, 1948/49[10]

- Torneo Super 5 (1): 1991/92

## Participación en competiciones de la UEFA
| Temporada | Torneo                        | Ronda             | Club              | Casa | Visita | Global      |
| --------- | ----------------------------- | ----------------- | ----------------- | ---- | ------ | ----------- |
| 1983–84   | European Cup                  | 1                 | Dundee United     | 0–3  | 0-3    | 0–6         |
| 1984–85   | UEFA Cup Winners' Cup         | 1                 | Ballymena United  | 2–1  | 1–0    | 3–1         |
| 1984–85   | UEFA Cup Winners' Cup         | 2                 | Dynamo Moscow     | 0–1  | 0–5    | 0–6         |
| 1985–86   | UEFA Cup                      | 1                 | Dinamo Tirana     | 0–0  | 0–1    | 0–1         |
| 1987–88   | European Cup                  | 1                 | Rapid Wien        | 0–1  | 1–3    | 1–4         |
| 1988–89   | European Cup                  | 1                 | KF Tirana         | 2–1  | 0–2    | 2–3         |
| 1989–90   | UEFA Cup Winners' Cup         | 1                 | Real Valladolid   | 0–1  | 0–5    | 0–6         |
| 1991–92   | European Cup                  | 1                 | Benfica           | 0–6  | 0–4    | 0–10        |
| 1992–93   | UEFA Cup Winners' Cup         | Clasificatoria    | Maribor           | 2–1  | 0–4    | 2–5         |
| 2022–23   | UEFA Europa Conference League | 1ª Clasificatoria | Alashkert         | 4-1  | 0-1    | 4-2         |
| 2022–23   | UEFA Europa Conference League | 2ª Clasificatoria | Velez Mostar      | 1-0  | 1-0    | 2-0         |
| 2022–23   | UEFA Europa Conference League | 3ª Clasificatoria | Levski            | 0-1  | 2-1    | 2-2 (4-1 p) |
| 2022–23   | UEFA Europa Conference League | Playoff           | Partizan          | 3-3  | 1-4    | 4-7         |
| 2023-24   | UEFA Champions League         | 1ª Clasificatoria | Maccabi Haifa     | 0-4  | 1-2    | 1-6         |
| 2023-24   | UEFA Europa Conference League | 2ª Clasificatoria | FC Dinamo Tbilisi | 2-1  | 1-0    | 3-1         |
| 2023-24   | UEFA Europa Conference League | 3ª Clasificatoria | Ferencvárosi TC   | 1-6  | 1-2    | 2-8         |
| 2024–25   | UEFA Champions League         | 1° Clasificatoria | Lincoln Red Imps  | 0–1  | 1–0    | 1–1 (4-5 p) |
| 2024–25   | UEFA Conference League        | 2° Clasificatoria | Ballkani          | 0–2  | 0–0    | 0–2         |

## Jugadores

### Jugadores destacados
- Martin Attard[11]
- Ninu Attard[11]
- Joe Brincat[12]
- Ġużi Buttigieg[13]
- Ronnie Cocks[14]
- Michael Degiorgio[15]
- Edwin Farrugia[16]
- Gejtu Psaila[17]
- Gejtu Jr Psaila[17]
- Romeo Psaila[17]
- Ġiġi Salerno[6]
- Romeo Vassallo[18]
- Ray Vella[19]
- Raymond Xuereb[20]

## Entrenadores
- Alfred Cardona (1982–1983)[21]
- Andy Weavill (?–2001)[22]
- Atanas Marinov (julio de 2001–julio de 2003)[22][23]
- Patrick Curmi (julio de 2003–octubre de 2003)[23][24]
- Guentcho Dobrev (octubre de 2003–marzo de 2004)[24][25]
- Stefan Sultana (marzo de 2004–2004)[26]
- Michael Degiorgio (2005–julio de 2006)[27]
- Atanas Marinov (julio de 2006–junio de 2007)[27][28]
- Marco Gerada (junio de 2007–octubre de 2008)[28][29]
- Steve D'Amato (octubre de 2008–2011)[29]
- Jesmond Zammit (mayo de 2011–febrero de 2012)[30][31]
- Stefan Sultana (febrero de 2012–2013)[32]
- Giuseppe Forasassi (2013–2014)
- Steve D'Amato (junio de 2014–noviembre de 2016)[33][34][35]
- Jacques Scerri (diciembre de 2016–mayo de 2018)[36][37]
- Giovanni Tedesco (mayo de 2018–mayo de 2019)[38][39]
- Manuele Blasi (mayo de 2019–febrero de 2020)[40][41]
- Andrea Ciaramella (febrero de 2020–junio de 2020)[42][43]
- Mark Buttigieg (junio de 2020–febrero de 2022)[43][44]
- Branko Nisevic (febrero de 2022–abril de 2023)[45][46]
- Luciano Zauri (abril de 2023–mayo de 2024)[47]
- Alessandro Zinnari (mayo de 2024-)[3]